# Liga Mistrzów AFC Elite (2024/2025)/Faza ligowa
Faza ligowa Ligi Mistrzów AFC Elite (2024/2025) miała na celu wyłonienie 16 drużyn uprawnionych do gry w fazie pucharowej Ligi Mistrzów AFC Elite w sezonie 2024/2025. Rozgrywki wystartują 16 września 2024 roku, a zakończą się 19 lutego 2025 roku. Każda drużyna rozegra 8 spotkań bez rewanży z 8 zespołami, wylosowanymi wcześniej.

## Uczestnicy
Spośród 24 zakwalifikowanych zespołów, 22 miało zagwarantowany udział w fazie ligowej dzięki rezultatom osiągniętym w krajowych rozgrywkach ligowych oraz pucharowych. Tak oto prawo startu od fazy grupowej Ligi Mistrzów AFC Elite przysługiwało drużynom które:
- zdobyła Puchar AFC 2023/2024
- zdobyły odpowiednie miejsce w tabeli ligowej
- zdobyły odpowiedni puchar kraju

Pozostałe 2 drużyny zostały wyłonionych w fazie kwalifikacyjnej.

## Podział na koszyki
Na podstawie:
| Region zachodni | Koszyk 1                                                                                                | Koszyk 2                                                                                           |
| --------------- | --- | -------------------------------------------------------------------------------------------------- |
| Region zachodni | Al-Ain FC Al-Hilal Al-Sadd SC Persepolis FC Paxtakor Taszkent Al-Shorta SC                              | Al-Nassr Ar-Rajjan SC Esteghlal Teheran Al-Wasl Dubaj Al-Ahli Al-Gharafa                           |
| Region wschodni | Koszyk 1                                                                                                | Koszyk 2                                                                                           |
| Region wschodni | Vissel Kobe Ulsan HD FC Shanghai Port Buriram United FC Central Coast Mariners FC Johor Darul Takzim FC | Kawasaki Frontale Pohang Steelers Shanghai Shenhua Yokohama F. Marinos Gwangju FC Shandong Taishan |

## Losowanie
Losowanie grup odbyło się 15 sierpnia 2024 roku w Kuala Lumpur. Kluby były losowane do pozycji A1, A2, A3, A4, B1, B2, B3, B4, C1, C2, C3, C4, każda we własnej lidze regionalnej. Drużyny z sektora A rozgrywały mecze przeciwko drużynom z sektorów B i C, B - przeciwko drużynom z sektorów A i C oraz C - z sektorów A i B. 
Ponadto klub musi rozegrać dwa mecze domowe z przedstawicielem każdego z pozostałych sektorów, oraz dwa wyjazdowe. W związku z tym ma do rozegrania w sumie 4 mecze domowe i 4 wyjazdowe.

## Terminarz
Kolejne kolejki zostały rozegrane według następującego harmonogramu:
| Kolejka    | Data                             |
| ---------- | -------------------------------- |
| Kolejka 1. | 16–18 września 2024              |
| Kolejka 2. | 30 października–2 listopada 2024 |
| Kolejka 3. | 21–23 października 2024          |
| Kolejka 4. | 4–6 listopada 2024               |
| Kolejka 5. | 25–27 listopada 2024             |
| Kolejka 6. | 2–4 grudnia 2024                 |
| Kolejka 7. | 3–12 lutego 2025                 |
| Kolejka 8. | 17–19 lutego 2025                |

## Liga zachodnia
| Kolory w tabeli grup                            |
| ----------------------------------------------- |
| Zespoły z miejsc 1. i 2. awansują do 1/8 finału |
| Zespół z miejsc 3. i 4. odpadają z turnieju.    |

Zasady ustalania kolejności w tabeli:
1. liczba zdobytych punktów w całej rundzie;
2. liczba punktów zdobyta w meczach bezpośrednich;
3. różnica bramek w meczach bezpośrednich;
4. liczba zdobytych bramek w meczach bezpośrednich;
5. różnica bramek w całej rundzie;
6. liczba zdobytych bramek w całej rundzie;
7. rzuty karne, jeśli jest to ostatni mecz grupy i decyduje o pozycji w grupie;
8. punkty dyscyplinarne (czerwona kartka – 3 punkty, żółta kartka – 1 punkt);
9. losowanie

| Lp. | Drużyna           | M | Mecze | Mecze | Mecze | Bramki | Bramki | Bramki | Pkt |
| Lp. | Drużyna           | M | W     | R     | P     | +      | −      | +/−    | Pkt |
| --- | ----------------- | - | ----- | ----- | ----- | ------ | ------ | ------ | --- |
| 1.  | Al-Hilal          | 8 | 7     | 1     | 0     | 26     | 7      | +19    | 22  |
| 2.  | Al-Ahli           | 8 | 7     | 1     | 0     | 21     | 8      | +13    | 22  |
| 3.  | Al-Nassr          | 8 | 5     | 2     | 1     | 17     | 6      | +11    | 17  |
| 4.  | Al-Sadd SC        | 8 | 3     | 3     | 2     | 10     | 9      | +1     | 12  |
| 5.  | Al-Wasl Dubaj     | 8 | 3     | 2     | 3     | 8      | 12     | −4     | 11  |
| 6.  | Esteghlal FC      | 8 | 2     | 3     | 3     | 8      | 9      | −1     | 9   |
| 7.  | Ar-Rajjan SC      | 8 | 2     | 2     | 4     | 8      | 12     | −4     | 8   |
| 8.  | Paxtakor Taszkent | 8 | 1     | 4     | 3     | 4      | 6      | −2     | 7   |
| 9.  | Persepolis FC     | 8 | 1     | 4     | 3     | 6      | 10     | −4     | 7   |
| 10. | Al-Gharafa SC     | 8 | 2     | 1     | 5     | 10     | 18     | −8     | 7   |
| 11. | Al-Shorta SC      | 8 | 1     | 3     | 4     | 7      | 17     | −10    | 6   |
| 12. | Al-Ain FC         | 8 | 0     | 2     | 6     | 11     | 22     | −11    | 2   |

### 1. kolejka
| 16 września 2024 18:00 CEST | Al-Ain FC · Palacios 80' | 1:1(0:1)Raport | Al-Sadd SC · 45+1' Afif | Hazza Bin Zayed Stadium, Al-Ajn Widzów: 18 926 Sędzia: Sadullo Gulmurodi |
|                             |                          |                |                         |                                                                          |

| 16 września 2024 18:00 CEST | Al-Shorta SC · Dawood Yaseen 24' | 1:1(1:1)Raport | Al-Nassr · 14' Al-Ghannam | Karbala International Stadium, Karbala Widzów: 29 270 Sędzia: Ahmed Al-Ali |
|                             |                                  |                |                           |                                                                            |

| 16 września 2024 19:30 CEST | Esteghlal FC · Yousif 4' (sam.) · Rezajijan 79' · Rezawand 88' | 3:0(1:0)Raport | Al-Gharafa SC | Stadion Azadi, Teheran Widzów: 8 572 Sędzia: Ma Ning |
|                             |                                                                |                |               |                                                      |

| 16 września 2024 20:00 CEST | Al-Ahli · Kessié 2' | 1:0(1:0)Raport | Persepolis FC | King Abdullah Sports City, Dżudda Widzów: 15 170 Sędzia: Adham Makhadmeh |
|                             |                     |                |               |                                                                          |

| 17 września 2024 16:00 CEST | Paxtakor Taszkent | 0:1(0:0)Raport | Al-Wasl Dubaj · 64' Bouftini | Stadion JAR, Taszkent Widzów: 3 750 Sędzia: Yusuke Araki |
|                             |                   |                |                              |                                                          |

| 17 września 2024 18:00 CEST | Ar-Rajjan SC · Guedes 47' | 1:3(0:3)Raport | Al-Hilal · 15' Milinković-Savić · 42' Cancelo · 44' Leonardo | Ahmed bin Ali Stadium, Ar-Rajjan Widzów: 23 471 Sędzia: Kim Jong-hyeok |
|                             |                           |                |                                                              |                                                                        |

### 2. kolejka
| 30 września 2024 18:00 CEST | Al-Sadd SC · Hosejni 40' (sam.) · Afif 68' | 2:0(1:0)Raport | Esteghlal FC | Jassim Bin Hamad Stadium, Doha Widzów: 6 599 Sędzia: Kim Jong-hyeok |
|                             |                                            |                |              |                                                                     |

| 30 września 2024 18:00 CEST | Persepolis FC · Alipour 1' | 1:1(1:0)Raport | Paxtakor Taszkent · 59' Ćeran | Shahr-e Qods Stadium, Teheran Widzów: 6 942 Sędzia: Abdullah Jamali |
|                             |                            |                |                               |                                                                     |

| 30 września 2024 18:00 CEST | Al-Wasl Dubaj | 0:2(0:2)Raport | Al-Ahli · 3' Mahrez · 38' Ibañez | Stad Nadi al-Wasl, Dubaj Widzów: 5 731 Sędzia: Kim Hee-gon |
|                             |               |                |                                  |                                                            |

| 30 września 2024 20:00 CEST | Al-Nassr · Mané 45+1' · Ronaldo 76' | 2:1(1:0)Raport | Ar-Rajjan SC · 87' Guedes | Al-Awwal Park, Rijad Widzów: 14 547 Sędzia: Shaun Evans |
|                             |                                     |                |                           |                                                         |

| 1 października 2024 20:00 CEST | Al-Gharafa SC · Joselu 45+2', 48' · Sano 72' · Brahimi 76' | 4:2(1:0)Raport | Al-Ain FC · 56' Kaku · 66' Rahimi | Al Bayt Stadium, Al-Chaur Widzów: 3 878 Sędzia: Hiroyuki Kimura |
|                                |                                                            |                |                                   |                                                                 |

| 1 października 2024 20:00 CEST | Al-Hilal · Leonardo 11' · Mitrović 15' · Al-Dawsari 47' · Al-Dawsari 73' · Kanno 90+5' | 5:0(2:0)Raport | Al-Shorta SC | Prince Faisal bin Fahd Stadium, Rijad Widzów: 12 434 Sędzia: Qasim Al Hatmi |
|                                |                                                                                        |                |              |                                                                             |

### 3. kolejka
| 21 października 2024 18:00 CEST | Al-Shorta SC | 0:0(0:0)Raport | Paxtakor Taszkent | Karbala International Stadium, Karbala Widzów: 7 500 Sędzia: Ma Ning |
|                                 |              |                |                   |                                                                      |

| 21 października 2024 18:00 CEST | Al-Sadd SC · Uribe 45+2' | 1:0(1:0)Raport | Persepolis FC | Jassim Bin Hamad Stadium, Doha Widzów: 4 071 Sędzia: Yusuke Araki |
|                                 |                          |                |               |                                                                   |

| 21 października 2024 18:00 CEST | Al-Ain FC · Rahimi 39', 67', 90+6' · Sanabria 63' | 4:5(1:3)Raport | Al-Hilal · 26' Lodi · 45+2' Milinković-Savić · 45+5', 65', 75' Al-Dawsari | Hazza Bin Zayed Stadium, Al-Ajn Widzów: 24 126 Sędzia: Nazmi Nasaruddin |
|                                 |                                                   |                |                                                                           |                                                                         |

| 21 października 2024 20:00 CEST | Ar-Rajjan SC · Al-Hamad 65' (sam.) | 1:2(0:2)Raport | Al-Ahli · 16' Veiga · 38' Al-Buraikan | Ahmed bin Ali Stadium, Ar-Rajjan Widzów: 8 377 Sędzia: Ahmed Al-Ali |
|                                 |                                    |                |                                       |                                                                     |

| 22 października 2024 18:00 CEST | Esteghlal FC | 0:1(0:0)Raport | Al-Nassr · 81' Laporte | Stadion Azadi, Teheran Widzów: 7 600 Sędzia: Adham Makhadmeh |
|                                 |              |                |                        |                                                              |

| 22 października 2024 18:00 CEST | Al-Gharafa SC · Sassi 44' | 1:2(1:0)Raport | Al-Wasl Dubaj · 84' de Lima · 90+2' Success | Al Bayt Stadium, Al-Chaur Widzów: 4 831 Sędzia: Ko Hyung-jin |
|                                 |                           |                |                                             |                                                              |

### 4. kolejka
| 4 listopada 2024 15:00 CET | Al-Wasl Dubaj · Pérez 29' | 1:1(1:0)Raport | Al-Sadd SC · 61' Saïss | Stad Nadi al-Wasl, Dubaj Widzów: 3 376 Sędzia: Nazmi Nasaruddin |
|                            |                           |                |                        |                                                                 |

| 4 listopada 2024 17:00 CET | Al-Ahli · Firmino 14', 45+5' · Al-Buraikan 53' · Mahrez 61', 65' | 5:1(2:1)Raport | Al-Shorta SC · 29' Jassim | King Abdullah Sports City, Dżudda Widzów: 10 395 Sędzia: Sadullo Gulmurodi |
|                            |                                                                  |                |                           |                                                                            |

| 4 listopada 2024 17:00 CET | Persepolis FC · Faraji 53' | 1:1(0:0)Raport | Al-Gharafa SC · 56' Al Ganehi | Malab Al Maktum, Dubaj (ZEA) Widzów: 3 941 Sędzia: Kim Hee-gon |
|                            |                            |                |                               |                                                                |

| 4 listopada 2024 19:00 CET | Al-Hilal · Mitrović 15', 33', 74' | 3:0(2:0)Raport | Esteghlal FC | Kingdom Arena, Rijad Widzów: 17 840 Sędzia: Ko Hyung-jin |
|                            |                                   |                |              |                                                          |

| 5 listopada 2024 15:00 CET | Paxtakor Taszkent | 0:1(0:0)Raport | Ar-Rajjan SC · 51' Shehata | Stadion Bunyodkor, Taszkent Widzów: 2 142 Sędzia: Jumpei Iida |
|                            |                   |                |                            |                                                               |

| 5 listopada 2024 19:00 CET | Al-Nassr · Talisca 5', 90+4' · Ronaldo 31' · Cardoso 37' (sam.) · Wesley 81' | 5:1(3:0)Raport | Al-Ain FC · 56' (sam.) Bento | Al-Awwal Park, Rijad Widzów: 23 324 Sędzia: Ma Ning |
|                            |                                                                              |                |                              |                                                     |

### 5. kolejka
| 25 listopada 2024 15:00 CET | Al-Ain FC · Romero Gamarra 90+3' | 1:2(0:0)Raport | Al-Ahli · 70', 74' Toney | Hazza Bin Zayed Stadium, Al-Ajn Widzów: 17 126 Sędzia: Adham Makhadmeh |
|                             |                                  |                |                          |                                                                        |

| 25 listopada 2024 17:00 CET | Esteghlal FC | 0:0(0:0)Raport | Paxtakor Taszkent | Malab Al Raszid, Dubaj (ZEA) Widzów: 1 208 Sędzia: Qasim Al Hatmi |
|                             |              |                |                   |                                                                   |

| 25 listopada 2024 17:00 CET | Al-Gharafa SC · Joselu 75' | 1:3(0:0)Raport | Al-Nassr · 46', 64' Ronaldo · 58' Ângelo | Al Bayt Stadium, Al-Chaur Widzów: 37 293 Sędzia: Shaun Evans |
|                             |                            |                |                                          |                                                              |

| 25 listopada 2024 19:00 CEST | Ar-Rajjan SC · Bencharki 57' | 1:1(0:1)Raport | Persepolis FC · 17' Faraji | Ahmed bin Ali Stadium, Ar-Rajjan Widzów: 5 136 Sędzia: Fu Ming |
|                              |                              |                |                            |                                                                |

| 26 listopada 2024 17:00 CET | Al-Shorta SC · Youssef 50' | 1:3(0:1)Raport | Al-Wasl Dubaj · 14' Santos · 64' de Lima · 90+2' Giménez | Karbala International Stadium, Karbala Widzów: 7 643 Sędzia: Yusuke Araki |
|                             |                            |                |                                                          |                                                                           |

| 26 listopada 2024 17:00 CET | Al-Sadd SC · Otávio 71' | 1:1(0:1)Raport | Al-Hilal · 10' Al-Bulaihi | Jassim Bin Hamad Stadium, Doha Widzów: 11 327 Sędzia: Kim Jong-hyeok |
|                             |                         |                |                           |                                                                      |

### 6. kolejka
| 2 grudnia 2024 15:00 CET | Persepolis FC · Urunov 89' · Gwelesiani 90+13' | 2:1(0:1)Raport | Al-Shorta SC · 19' Ali | Stadion Al-Ahli, Doha (Katar) Widzów: 530 Sędzia: Kim Dae-yong |
|                          |                                                |                |                        |                                                                |

| 2 grudnia 2024 17:00 CET | Al-Ahli · Toney 45+8', 86' | 2:2(1:1)Raport | Esteghlal FC · 42' Silva · 51' Eslami | King Abdullah Sports City, Dżudda Widzów: 16 099 Sędzia: Ma Ning |
|                          |                            |                |                                       |                                                                  |

| 2 grudnia 2024 17:00 CET | Al-Wasl Dubaj · Canedo Corrêa 77' | 1:1(0:0)Raport | Ar-Rajjan SC · 85' (sam.) Al-Azizi | Stad Nadi al-Wasl, Dubaj Widzów: 3 852 Sędzia: Taqi |
|                          |                                   |                |                                    |                                                     |

| 2 grudnia 2024 19:00 CET | Al-Nassr · Saïss 80' (sam.) | 1:2(0:0)Raport | Al-Sadd SC · 53' Afif · 90+9' Ounas | Al-Awwal Park, Rijad Widzów: 13 091 Sędzia: Yusuke Araki |
|                          |                             |                |                                     |                                                          |

| 3 grudnia 2024 15:00 CET | Paxtakor Taszkent · Jo'raqo'ziyev 6' | 1:1(1:0)Raport | Al-Ain FC · 49' Rahimi | Stadion Bunyodkor, Taszkent Widzów: 1 511 Sędzia: Ahmed Al-Ali |
|                          |                                      |                |                        |                                                                |

| 3 grudnia 2024 19:00 CET | Al-Hilal · Leonardo 18' · Mitrović 82' · Milinković-Savić 85' | 3:0(1:0)Raport | Al-Gharafa SC | Kingdom Arena, Rijad Widzów: 18 344 Sędzia: Adham Makhadmeh |
|                          |                                                               |                |               |                                                             |

### 7. kolejka
| 3 lutego 2025 15:00 CET | Al-Ain FC · Romero 42' | 1:2(1:0)Raport | Ar-Rajjan SC · 50' Trézéguet · 75' Guedes | Hazza Bin Zayed Stadium, Al-Ajn Widzów: 6 326 Sędzia: Khalid Al Turais |
|                         |                        |                |                                           |                                                                        |

| 3 lutego 2025 17:00 CET | Esteghlal FC · Kojo 4' | 1:1(1:0)Raport | Al-Shorta SC · 49' Amin | Stadion Azadi, Teheran Widzów: 54 873 Sędzia: Yusuke Araki |
|                         |                        |                |                         |                                                            |

| 3 lutego 2025 17:00 CET | Al-Sadd SC · Afif 1' | 1:3(1:2)Raport | Al-Ahli · 10' Firmino · 39' Ibañez · 81' Mahrez | Jassim Bin Hamad Stadium, Doha Widzów: 9 335 Sędzia: Adel Al Naqbi |
|                         |                      |                |                                                 |                                                                    |

| 3 lutego 2025 19:00 CET | Al-Nassr · Al-Hassan 25' · Ronaldo 44', 78' · Al-Fatil 88' | 4:0(2:0)Raport | Al-Wasl Dubaj | Al-Awwal Park, Rijad Widzów: 20 384 Sędzia: Ahmed Al-Kaf |
|                         |                                                            |                |               |                                                          |

| 4 lutego 2025 17:00 CET | Al-Gharafa SC · Sassi 31' | 1:0(1:0)Raport | Paxtakor Taszkent | Stadion Al-Gharafa, Ar-Rajjan Widzów: 1 962 Sędzia: Alireza Faghani |
|                         |                           |                |                   |                                                                     |

| 4 lutego 2025 19:00 CET | Al-Hilal · Malcom 10' · Cancelo 25' · Al-Dawsari 38', 45+1' | 4:1(4:0)Raport | Persepolis FC · 90' Gwelesiani | Kingdom Arena, Rijad Widzów: 24 460 Sędzia: Ma Ning |
|                         |                                                             |                |                                |                                                     |

### 8. kolejka
| 17 lutego 2025 15:00 CET | Paxtakor Taszkent · Riascos 18', 56' | 2:1(1:1)Raport | Al-Sadd SC · 37' Al-Haydos | Stadion JAR, Taszkent Widzów: 5 000 Sędzia: Shaun Evans |
|                          |                                      |                |                            |                                                         |

| 17 lutego 2025 17:00 CET | Al-Shorta SC · Al Mawas 50' · Lucas 90+4' | 2:0(0:0)Raport | Al-Ain FC | Al-Zawraa Stadium, Bagdad Widzów: 2 772 Sędzia: Abdulrahman Al-Jassim |
|                          |                                           |                |           |                                                                       |

| 17 lutego 2025 17:00 CET | Persepolis FC | 0:0(0:0)Raport | Al-Nassr | Stadion Azadi, Teheran Widzów: 70 350 Sędzia: Rustam Lutfullin |
|                          |               |                |          |                                                                |

| 17 lutego 2025 19:00 CET | Al-Ahli · Toney 21' · Firmino 34' · Galeno 44' · Mahrez 59' | 4:2(3:1)Raport | Al-Gharafa SC · 6' Joselu · 80' Brahimi | King Abdullah Sports City, Dżudda Widzów: 12 860 Sędzia: Omar Mohamed Al-Ali |
|                          |                                                             |                |                                         |                                                                              |

| 18 lutego 2025 17:00 CET | Ar-Rajjan SC | 0:2(0:0)Raport | Esteghlal FC · 46' Azadi · 69' Koushki | Ahmed bin Ali Stadium, Ar-Rajjan Widzów: 3 712 Sędzia: Sadullo Gulmurodi |
|                          |              |                |                                        |                                                                          |

| 18 lutego 2025 17:00 CET | Al-Wasl Dubaj | 0:2(0:1)Raport | Al-Hilal · 13' Leonardo · 49' Al-Dawsari | Stad Nadi al-Wasl, Dubaj Widzów: 5 414 Sędzia: Ahmed Al-Ali |
|                          |               |                |                                          |                                                             |

## Liga wschodnia
| Kolory w tabeli grup                            |
| ----------------------------------------------- |
| Zespoły z miejsc 1. i 2. awansują do 1/8 finału |
| Zespół z miejsc 3. i 4. odpadają z turnieju.    |

Zasady ustalania kolejności w tabeli:
1. liczba zdobytych punktów w całej rundzie;
2. liczba punktów zdobyta w meczach bezpośrednich;
3. różnica bramek w meczach bezpośrednich;
4. liczba zdobytych bramek w meczach bezpośrednich;
5. różnica bramek w całej rundzie;
6. liczba zdobytych bramek w całej rundzie;
7. rzuty karne, jeśli jest to ostatni mecz grupy i decyduje o pozycji w grupie;
8. punkty dyscyplinarne (czerwona kartka – 3 punkty, żółta kartka – 1 punkt);
9. losowanie

| Lp. | Drużyna                | M | Mecze | Mecze | Mecze | Bramki | Bramki | Bramki | Pkt |
| Lp. | Drużyna                | M | W     | R     | P     | +      | −      | +/−    | Pkt |
| --- | ---------------------- | - | ----- | ----- | ----- | ------ | ------ | ------ | --- |
| 1.  | Yokohama F. Marinos    | 7 | 6     | 0     | 1     | 21     | 7      | +14    | 18  |
| 2.  | Kawasaki Frontale      | 7 | 5     | 0     | 2     | 13     | 4      | +9     | 15  |
| 3.  | Johor Darul Ta'zim     | 7 | 4     | 2     | 1     | 16     | 8      | +8     | 14  |
| 4.  | Gwangju FC             | 7 | 4     | 2     | 1     | 15     | 9      | +6     | 14  |
| 3.  | Vissel Kobe            | 7 | 4     | 1     | 2     | 14     | 9      | +5     | 13  |
| 6.  | Buriram United         | 8 | 3     | 3     | 2     | 7      | 12     | −5     | 12  |
| 7.  | Shanghai Shenhua       | 8 | 3     | 1     | 4     | 13     | 12     | +1     | 10  |
| 8.  | Shanghai Port          | 8 | 2     | 2     | 4     | 10     | 18     | −8     | 8   |
| 9.  | Pohang Steelers        | 7 | 2     | 0     | 5     | 9      | 17     | −8     | 6   |
| 10. | Ulsan HD FC            | 7 | 1     | 0     | 6     | 4      | 16     | −12    | 3   |
| 11. | Central Coast Mariners | 7 | 0     | 1     | 6     | 8      | 18     | −10    | 1   |
| 12. | Shandong Taishan       | 0 | 0     | 0     | 0     | 0      | 0      | 0      | 0   |

### 1. kolejka
| 17 września 2024 12:00 CEST | Gwangju FC · Asani 2', 55', 90+2' · Oh Hu-seong 15' · Mikeltadze 68' · Lee Hui-gyun 72' · Tigrão 74' | 7:3(2:1)Raport | Yokohama F. Marinos · 34', 59' Élber · 85' Nishimura | Stadion Gwangju World Cup, Gwangju Widzów: 7 126 Sędzia: Alireza Faghani |
|                             | |                |                                                      |                                                                          |

| 17 września 2024 12:00 CEST | Shandong Taishan · Bi 8' · Kazaiszwili 74', 88' | Anulowany3:1 (1:1)Raport | Central Coast Mariners FC · 45+9' Doka | Jinan Olympic Sports Center Stadium, Jinan Widzów: 16 896 Sędzia: Khalid Saleh Al-Turais |
|                             |                                                 |                          |                                        |                                                                                          |

| 17 września 2024 14:00 CEST | Buriram United FC | 0:0(0:0)Raport | Vissel Kobe | Chang Arena, Buri Ram Widzów: 16 793 Sędzia: Muhammad Taqi |
|                             |                   |                |             |                                                            |

| 17 września 2024 14:00 CEST | Shanghai Shenhua · Luis 64' · Malele 71', 82' · Gao 84' | 4:1(0:0)Raport | Pohang Steelers · 53' Teixeira | Shanghai Stadium, Szanghaj Widzów: 23 849 Sędzia: Salman Falahi |
|                             |                                                         |                |                                |                                                                 |

| 18 września 2024 12:00 CEST | Ulsan HD FC | 0:1(0:0)Raport | Kawasaki Frontale · 54' Marcinho | Stadion Ulsan Munsu, Ulsan Widzów: 9 673 Sędzia: Omar Mohamed Al-Ali |
|                             |             |                |                                  |                                                                      |

| 18 września 2024 14:00 CEST | Shanghai Port · Gustavo 48' · Popp 73' | 2:2(0:1)Raport | Johor Darul Takzim FC · 45', 56' Aiman | SAIC Motor Pudong Arena, Szanghaj Widzów: 12 533 Sędzia: Ahmed Al-Kaf |
|                             |                                        |                |                                        |                                                                       |

### 2. kolejka
| 1 października 2024 10:00 CEST | Central Coast Mariners FC · Mauragis 90+5' | 1:2(0:1)Raport | Buriram United FC · 30' Bissoli · 50' Good | Central Coast Stadium, Gosford Widzów: 3 483 Sędzia: Nazmi Nasaruddin |
|                                |                                            |                |                                            |                                                                       |

| 1 października 2024 12:00 CEST | Kawasaki Frontale | 0:1(0:1)Raport | Gwangju FC · 21' Asani | Kawasaki Todoroki Stadium, Kawasaki Widzów: 12 527 Sędzia: Mohanad Qasim Sarray |
|                                |                   |                |                        |                                                                                 |

| 1 października 2024 12:00 CEST | Pohang Steelers · Wanderson 52' · Hong Yun-sang 65' · Han Chan-hee 71' | 3:0(0:0)Raport | Shanghai Port | Pohang Steel Yard, Pohang Widzów: 5 309 Sędzia: Mooud Bonyadifard |
|                                |                                                                        |                |               |                                                                   |

| 1 października 2024 14:00 CEST | Johor Darul Takzim FC · Aiman 11' · Obregón 26' · Muñiz 80' | 3:0(2:0)Raport | Shanghai Shenhua | Sultan Ibrahim Stadium, Iskandar Puteri Widzów: 31 386 Sędzia: Adel Al Naqbi |
|                                |                                                             |                |                  |                                                                              |

| 2 października 2024 12:00 CEST | Vissel Kobe · Miyashiro 14' · Sakai 51' | Anulowany2:1 (1:1)Raport | Shandong Taishan · 28' Cryzan | Misaki Park Stadium, Kobe Widzów: 6 045 Sędzia: Abdulrahman Al-Jassim |
|                                |                                         |                          |                               |                                                                       |

| 2 października 2024 12:00 CEST | Yokohama F. Marinos · Watanabe 40' · Nishimura 44' · Lopes 83' · Mizunuma 90+2' | 4:0(2:0)Raport | Ulsan HD FC | Nissan Stadium, Jokohama Widzów: 8 153 Sędzia: Mohammed Al Hoish |
|                                |                                                                                 |                |             |                                                                  |

### 3. kolejka
| 22 października 2024 12:00 CEST | Gwangju FC · Asani 3', 6' · Park Jun-heong 88' (sam.) | 3:1(2:1)Raport | Johor Darul Takzim FC · 28' Baharudin | Stadion Gwangju World Cup, Gwangju Widzów: 2 101 Sędzia: Salman Falahi |
|                                 |                                                       |                |                                       |                                                                        |

| 22 października 2024 12:00 CEST | Shanghai Port · Li Ang 2' · Wu Lei 41' · Vargas 86' | 3:2(2:0)Raport | Central Coast Mariners FC · 61' Doka · 90+4' Duarte | SAIC Motor Pudong Arena, Szanghaj Widzów: 10 728 Sędzia: Sadullo Gulmurodi |
|                                 |                                                     |                |                                                     |                                                                            |

| 22 października 2024 14:00 CEST | Shandong Taishan · Cryzan 43' · Zheng Zheng 90+2' | Anulowany2:2 (1:0)Raport | Yokohama F. Marinos · 54' Lopes · 87' Yan | Jinan Olympic Sports Center Stadium, Jinan Widzów: 24 796 Sędzia: Omar Mohamed Al-Ali |
|                                 |                                                   |                          |                                           |                                                                                       |

| 22 października 2024 14:00 CEST | Buriram United FC · Bissoli 56' | 1:0(0:0)Raport | Pohang Steelers | Chang Arena, Buri Ram Widzów: 25 206 Sędzia: Khalid Saleh Al-Turais |
|                                 |                                 |                |                 |                                                                     |

| 23 października 2024 12:00 CEST | Ulsan HD FC | 0:2(0:0)Raport | Vissel Kobe · 48', 73' Miyashiro | Stadion Ulsan Munsu, Ulsan Widzów: 5 371 Sędzia: Alireza Faghani |
|                                 |             |                |                                  |                                                                  |

| 23 października 2024 14:00 CEST | Shanghai Shenhua · Wang Haijian 24' · 90+3' Luis | 2:0(1:0)Raport | Kawasaki Frontale | Shanghai Stadium, Szanghaj Widzów: 23 102 Sędzia: Muhammad Taqi |
|                                 |                                                  |                |                   |                                                                 |

### 4. kolejka
| 5 listopada 2024 09:00 CET | Central Coast Mariners FC · Ngor 75' · Brandtman 90+5' | 2:2(0:0)Raport | Shanghai Shenhua · 50' Luis · 64' Yu | Central Coast Stadium, Gosford Widzów: 3 080 Sędzia: Mohanad Qasim Sarray |
|                            |                                                        |                |                                      |                                                                           |

| 5 listopada 2024 11:00 CET | Kawasaki Frontale · Ienaga 12' · Segawa 13' · van Wermeskerken 33' | 3:1(3:0)Raport | Shanghai Port · 83' Vargas | Kawasaki Todoroki Stadium, Kawasaki Widzów: 11 757 Sędzia: Salman Falahi |
|                            |                                                                    |                |                            |                                                                          |

| 5 listopada 2024 11:00 CET | Vissel Kobe · Miyashiro 45+3' · Sasaki 54' | 2:0(1:0)Raport | Gwangju FC | Misaki Park Stadium, Kobe Widzów: 6 567 Sędzia: Mohammed Al Hoish |
|                            |                                            |                |            |                                                                   |

| 5 listopada 2024 13:00 CET | Johor Darul Takzim FC · Aiman 8' · Arribas 67' · Bérgson 88' | 3:0(1:0)Raport | Ulsan HD FC | Sultan Ibrahim Stadium, Iskandar Puteri Widzów: 34 236 Sędzia: Adham Makhadmeh |
|                            |                                                              |                |             |                                                                                |

| 6 listopada 2024 11:00 CET | Pohang Steelers · Jeong Jae-hee 30' · Teixeira 64' · Wanderson 68' · Oberdan 76' | Anulowany4:2 (1:1)Raport | Shandong Taishan · 33' Chen Pu · 90+4' Bi Jinhao | Pohang Steel Yard, Pohang Widzów: 4 620 Sędzia: Ahmed Al-Kaf |
|                            |                                                                                  |                          |                                                  |                                                              |

| 6 listopada 2024 11:00 CET | Yokohama F. Marinos · Inoue 11' · Lopes 45+1', 57' · Etheridge 45+3' (sam.) · Uenaka 66' | 5:0(3:0)Raport | Buriram United FC | Nissan Stadium, Jokohama Widzów: 8 144 Sędzia: Ali Saeed Al Naqbi |
|                            |                                                                                          |                |                   |                                                                   |

### 5. kolejka
| 26 listopada 2024 11:00 CET | Vissel Kobe · Kikuchi 40' · Roux 49' (sam.) · Sasaki 81' | 3:2(1:0)Raport | Central Coast Mariners FC · 54' (sam.) Yamaguchi · 74' Brandtman | Misaki Park Stadium, Kobe Widzów: 6 009 Sędzia: Omar Mohamed Al-Ali |
|                             |                                                          |                |                                                                  |                                                                     |

| 26 listopada 2024 11:00 CET | Ulsan HD FC · Joo Min-kyu 73' | 1:3(0:2)Raport | Shanghai Port · 11', 23', 83' Vargas | Stadion Ulsan Munsu, Ulsan Widzów: 3 121 Sędzia: Nazmi Nasaruddin |
|                             |                               |                |                                      |                                                                   |

| 26 listopada 2024 13:00 CET | Shandong Taishan · Zeca 68' | Anulowany1:0 (0:0)Raport | Johor Darul Takzim FC | Jinan Olympic Sports Center Stadium, Jinan Widzów: 9 763 Sędzia: Alireza Faghani |
|                             |                             |                          |                       |                                                                                  |

| 26 listopada 2024 13:00 CET | Buriram United FC | 0:3(0:0)Raport | Kawasaki Frontale · 79' Miura · 90+4' Tono · 90+7' Kanda | Chang Arena, Buri Ram Widzów: 16 902 Sędzia: Mohammed Al Hoish |
|                             |                   |                |                                                          |                                                                |

| 27 listopada 2024 11:00 CET | Gwangju FC · Asani 58' | 1:0(0:0)Raport | Shanghai Shenhua | Stadion Gwangju World Cup, Gwangju Widzów: 3 379 Sędzia: Ahmed Al-Ali |
|                             |                        |                |                  |                                                                       |

| 27 listopada 2024 11:00 CET | Yokohama F. Marinos · Yan Matheus 41' · Lopes 90+5' | 2:0(1:0)Raport | Pohang Steelers | Nissan Stadium, Jokohama Widzów: 8 932 Sędzia: Abdulrahman Al-Jassim |
|                             |                                                     |                |                 |                                                                      |

### 6. kolejka
| 3 grudnia 2024 09:00 CET | Central Coast Mariners FC | 0:4(0:3)Raport | Yokohama F. Marinos · 6', 30' Inoue · 36' Lopes · 70' Amano | Central Coast Stadium, Gosford Widzów: 1 864 Sędzia: Rustam Lutfullin |
|                          |                           |                |                                                             |                                                                       |

| 3 grudnia 2024 11:00 CET | Pohang Steelers · Han Chan-hee 13' · Kim In-sung 20' · Jeong Jae-hee 90+1' | 3:1(2:1)Raport | Vissel Kobe · 34' Sasaki | Pohang Steel Yard, Pohang Widzów: 4 149 Sędzia: Alireza Faghani |
|                          |                                                                            |                |                          |                                                                 |

| 3 grudnia 2024 13:00 CET | Johor Darul Takzim FC | 0:0(0:0)Raport | Buriram United FC | Sultan Ibrahim Stadium, Iskandar Puteri Widzów: 31 687 Sędzia: Khalid Saleh Al-Turais |
|                          |                       |                |                   |                                                                                       |

| 3 grudnia 2024 13:00 CET | Shanghai Port · Oscar 76' | 1:1(0:1)Raport | Gwangju FC · 38' Heo Yool | SAIC Motor Pudong Arena, Szanghaj Widzów: 15 108 Sędzia: Ahmed Al-Kaf |
|                          |                           |                |                           |                                                                       |

| 4 grudnia 2024 11:00 CET | Kawasaki Frontale · Marcinho 3' · Yamamoto 41' · Jesiel 65' · Yamada 90' | Anulowany4:0 (2:0)Raport | Shandong Taishan | Kawasaki Todoroki Stadium, Kawasaki Widzów: 13 840 Sędzia: Adel Al Naqbi |
|                          |                                                                          |                          |                  |                                                                          |

| 4 grudnia 2024 13:00 CET | Shanghai Shenhua · Luis 23' | 1:2(1:0)Raport | Ulsan HD FC · 58' Cariello · 66' Kang Min-woo | Shanghai Stadium, Szanghaj Widzów: 26 191 Sędzia: Salman Falahi |
|                          |                             |                |                                               |                                                                 |

### 7. kolejka
| 11 lutego 2025 09:00 CET | Central Coast Mariners FC · Kuol 70' | 1:2(0:0)Raport | Johor Darul Takzim FC · 64', 79' González Soberón | Central Coast Stadium, Gosford Widzów: 1 610 Sędzia: Ko Hyung-jin |
|                          |                                      |                |                                                   |                                                                   |

| 11 lutego 2025 11:00 CET | Vissel Kobe · Muto 11' · Kuwasaki 54' · Yuruki 56' · Osako 81' | 4:0(1:0)Raport | Shanghai Port | Misaki Park Stadium, Kobe Widzów: 5 800 Sędzia: Abdulrahman Al-Jassim |
|                          |                                                                |                |               |                                                                       |

| 11 lutego 2025 11:00 CET | Pohang Steelers | 0:4(0:1)Raport | Kawasaki Frontale · 38' Yamada · 71' Wakizaka · 74' Kawahara · 88' Erison | Pohang Steel Yard, Pohang Widzów: 4 007 Sędzia: Nazmi Nasaruddin |
|                          |                 |                |                                                                           |                                                                  |

| 11 lutego 2025 13:00 CET | Shandong Taishan · Kazaiszwili 16' · Zeca 33' · Cryzan 45+1' | Anulowany3:1 (3:1)Raport | Gwangju FC · Lee Min-gi 35' | Jinan Olympic Sports Center Stadium, Jinan Widzów: 32 867 Sędzia: Mohammed Al Hoaish |
|                          |                                                              |                          |                             |                                                                                      |

| 12 lutego 2025 11:00 CET | Yokohama F. Marinos · Yan Matheus 20' | 1:0(1:0)Raport | Shanghai Shenhua | Nissan Stadium, Jokohama Widzów: 11 626 Sędzia: Mooud Bonyadifard |
|                          |                                       |                |                  |                                                                   |

| 12 lutego 2025 13:00 CET | Buriram United FC · Bissoli 20' · Mueanta 90+3' | 2:1(1:1)Raport | Ulsan HD FC · 45+1' Jang Si-young | Chang Arena, Buri Ram Widzów: 16 068 Sędzia: Alireza Faghani |
|                          |                                                 |                |                                   |                                                              |

### 8. kolejka
| 18 lutego 2025 11:00 CET | Gwangju FC · Oh Hu-seong 68', 74' | 2:2(0:2)Raport | Buriram United FC · 13' Bissoli · 35' Boakye | Stadion Gwangju World Cup, Gwangju Widzów: 2 688 Sędzia: Salman Falahi |
|                          |                                   |                |                                              |                                                                        |

| 18 lutego 2025 11:00 CET | Kawasaki Frontale · Erison 36' · Marcinho 90+8' | 2:0(1:0)Raport | Central Coast Mariners FC | Kawasaki Todoroki Stadium, Kawasaki Widzów: 11 013 Sędzia: Sivakorn Pu-udom |
|                          |                                                 |                |                           |                                                                             |

| 18 lutego 2025 13:00 CET | Shanghai Shenhua · Mineiro 2', 48', 70' · Chan 45+3' | 4:2(2:0)Raport | Vissel Kobe · 87' Tominaga · 90+3' Ide | Shanghai Stadium, Szanghaj Widzów: 20 972 Sędzia: Majed Al-Shamrani |
|                          |                                                      |                |                                        |                                                                     |

| 18 lutego 2025 13:00 CET | Johor Darul Takzim FC · Arribas 37' · Bérgson 52' · Aiman 56' · Rodríguez 90+7' · Obregón 90+15' | 5:2(1:1)Raport | Pohang Steelers · 27' Lee Ho-jae · 80' Kang Hyeon-je | Sultan Ibrahim Stadium, Iskandar Puteri Widzów: 34 590 Sędzia: Adham Makhadmeh |
|                          |                                                                                                  |                |                                                      |                                                                                |

| 19 lutego 2025 11:00 CET | Ulsan HD FC | Anulowany | Shandong Taishan | Stadion Ulsan Munsu, Ulsan |
|                          |             |           |                  |                            |

| 19 lutego 2025 13:00 CET | Shanghai Port | 0:2(0:0)Raport | Yokohama F. Marinos · 64' Uenaka · 69' Amano | SAIC Motor Pudong Arena, Szanghaj Widzów: 12 398 Sędzia: Hanna Hattab |
|                          |               |                |                                              |                                                                       |